# Amzie Moore
Amzie Moore (Wilkin, 23 settembre 1911 – 1º febbraio 1982) è stato un attivista statunitense, leader dei diritti civili nel Delta del Mississippi.

## Biografia

### Gioventù
Nato nel 1911 nella piantagione di Wilkin nella contea di Grenada, nel Mississippi, all'età di quattordici anni fu lasciato a se stesso dopo che i suoi genitori si separarono e suo padre lo abbandonò. Frequentò fino al decimo grado la Stone Street High School di Greenwood, Mississippi.
Nel 1935 si trasferì nella contea di Bolivar e trovò lavoro come custode presso l'ufficio postale locale, considerato un lavoro di "alto livello" per un afroamericano del profondo sud negli anni della grande depressione. Essendo stato coinvolto in politica sin dalla giovane età, divenne un membro del Black and Tan Party, un'organizzazione di repubblicani afroamericani. Sebbene fosse in grado di registrarsi per votare nel 1936, non fu in grado di votare alle primarie, il che determinò pesantemente i risultati delle elezioni. Il movimento per la libertà, come si riteneva ai tempi, arrivò nel Delta del Mississippi nel 1940 e Moore fu coinvolto in riunioni che iniziarono a redigere le richieste esplicite degli afroamericani.

### Seconda guerra mondiale
Nel 1942, dopo essere stato arruolato durante la seconda guerra mondiale, come disse, “Non sapevo davvero cosa fosse la segregazione prima di entrare nell'esercito. Era la prima volta che sapevo davvero quanto fosse malvagia la segregazione”. Continuò a sperimentare la segregazione sistematica in tutte le sue stazioni meridionali: persino a Calcutta c'erano ancora club maschili arruolati segregati: “Perché stavamo litigando? Perché eravamo lì? Se stavamo combattendo per le quattro libertà di cui avevano parlato Roosevelt e Churchill, allora certamente sentivamo che il soldato americano doveva essere libero per primo". I giapponesi stavano capitalizzando il razzismo degli Stati Uniti e usavano attivamente la segregazione come punto per scoraggiare i soldati afroamericani. Ironia della sorte, il lavoro di Moore era quello di contrastare questa propaganda e incoraggiare i soldati afroamericani a svolgere un ruolo importante nella lotta contro le potenze dell'Asse. Una volta rientrato in patria, molti bianchi avevano assunto una "guardia domestica" per proteggersi dal ritorno dei veterani afroamericani. Un'indagine dell'FBI sui numerosi omicidi avvenuti portò alla fine di questo particolare tipo di aggressione. Moore divenne più arrabbiato e indignato per l'oppressione della sua razza e iniziò a diventare più attivo nella registrazione degli elettori in Mississippi.

### Regional Council of Negro Leadership
L'acquisto di proprietà, la costruzione di una casa e l'avvio di una stazione di servizio e di un ristorante, pur continuando a essere coinvolto negli affari locali, contribuirono a rendere Moore un leader nella comunità. Nel 1951, il dottor T.R.M. Howard fondò il Regional Council of Negro Leadership (RCNL) con la speranza che diventasse l'equivalente afroamericano del Consiglio dei Cittadini Bianchi del Delta. Volendo essere la voce unita degli afroamericani a Mound Bayou e nelle aree circostanti, l'RCNL guadagnò rapidamente un'enorme popolarità, convincendo la polizia di stato a non smettere di molestare i conducenti e iniziò a incoraggiare le persone a registrarsi per votare. Alla loro prima riunione di massa parteciparono oltre tredicimila persone. Moore e alcuni altri leader dell'RCNL erano anche partecipanti attivi della NAACP, ma durante l'esistenza di entrambe le organizzazioni c'era sempre una tensione sottostante tra i punti di vista su come diffondere la libertà. La NAACP in genere voleva utilizzare misure legali per cambiare la cultura, con la RCNL concentrata maggiormente sulle questioni economiche che affliggevano coloro che vivevano nel Delta. Tuttavia collaborarono nella registrazione degli elettori, fortemente stimolate da Bob Moses che scelse Moore per guidare il progetto nel Delta.

### NAACP
Nel 1955, in una riunione della NAACP a cui non era presente, la sezione di Cleveland nominò Moore presidente e per tutto l'anno successivo costruì ampiamente quella sezione rendendola la seconda più grande dello stato. Divenne in seguito vicepresidente delle conferenze di stato della NAACP. Quando la Corte Suprema desegregò le scuole pubbliche, il Consiglio dei Cittadini Bianchi instillò ancora più paura nella comunità afroamericana. Ci furono molti omicidi in tutto lo stato di persone che si rifiutarono di disiscriversi dalle liste di voto e Moore, insieme a molti altri leader, ricevette numerose minacce di morte. Nel 1960 Moore convocò il Comitato di coordinamento non violento degli studenti per concentrare i propri sforzi di registrazione degli elettori nel Mississippi, dando finalmente il diritto di voto a migliaia di afroamericani del Mississippi.